# Monti Tsitsikamma
I monti Tsitsikamma costituiscono una catena montuosa costiera sudafricana che si estende da est a ovest separando. Fanno parte del più vasto sistema montuoso della Cintura di pieghe del Capo.